# دان هالوران
دان هالوران هو محامي وسياسي أمريكي، ولد في 16 مارس 1972 في كوينز في الولايات المتحدة. نشط حزبياً في الحزب الجمهوري.